# Jim l'astronaute
 (février 2017).
Si vous disposez d'ouvrages ou d'articles de référence ou si vous connaissez des sites web de qualité traitant du thème abordé ici, merci de compléter l'article en donnant les références utiles à sa vérifiabilité et en les liant à la section « Notes et références ».
Jim l'astronaute (Lunar Jim) est une série télévisée d'animation américaine-canadienne en 92 épisodes de 10 minutes crée par Alexander Bar, produite par Halifax Film Company et Alliance Atlantis, diffusée entre le 2 janvier 2006 et le 19 octobre 2007 sur le réseau CBC.
Au Québec, elle a été diffusée à partir du 8 novembre 2006 à la Télévision de Radio-Canada, et en France à partir du 4 septembre 2006 sur France 5 dans l'émission Debout les Zouzous, puis rediffusée sur TiJi.

## Doublage
- François Godin : Eco
- Manon Arsenault : Yik Yak
- Marika Lhoumeau : Skye
- Stéphane Brulotte : Ted
- Eric Paulhus : Jim
- Rose-Maïté Erkoreka : Ripple
- Marc St-Martin : Zippity
- Valérie Cantin : Pixel

 Source et légende : version québécoise (VQ) sur Doublage.qc.ca